# Hoit Taria (köpinghuvudort i Kina, Qinghai Sheng, lat 37,35, long 96,75)
Hoit Taria är en köpinghuvudort i Kina. Den ligger i provinsen Qinghai, i den nordvästra delen av landet, omkring 450 kilometer väster om provinshuvudstaden Xining. Antalet invånare är 2 898. Befolkningen består av 1 215 kvinnor och 1 683 män. Barn under 15 år utgör 16,0 %, vuxna 15-64 år 77 %, och äldre över 65 år 5,0 %.
Runt Hoit Taria är det mycket glesbefolkat, med 4 invånare per kvadratkilometer. Trakten runt Hoit Taria är ofruktbar med lite eller ingen växtlighet.
Genomsnittlig årsnederbörd är 1 354 millimeter. Den regnigaste månaden är juli, med i genomsnitt 377 mm nederbörd, och den torraste är december, med 1 mm nederbörd.